# Donjon de Limont
Le Donjon de Limont est une tour d'habitation médiévale située à Donceel en Région wallonne dans la province de Liège, en Belgique (région de Waremme).

## Historique

### Le Moyen Âge central
En 1220-1230, la terre de Limont prélevée sur le vaste domaine des Warfusée–Donmartin fut attribuée par Libert de Jeneffe, chevalier-banneret de la principauté de Liège, à son deuxième fils Robert, lui aussi chevalier.
Jacques de Hemricourt, illustre historien de cette époque, rapporte que Robert de Limont «prist on tot noveal blazon par ly» (traduisez: «choisit de nouvelles armoiries»), et qu'il matérialisa hautement la prise de possession de sa seigneurie en y édifiant sa noble demeure. Il fut mortellement blessé à la défense du château de Waremme le 18 septembre 1276.
Inhumé au couvent des Frères-Mineurs à Liège, sa pierre tombale ornée de ses armoiries subsiste encore aujourd'hui dans la sacristie de l'église Saint Antoine.
Plusieurs chevaliers et écuyers du même lignage vécurent dans ce donjon durant une centaine d'années, notamment une branche secondaire du nom de Herbais de Limont, avant que la seigneurie ne passe aux d'Athin de Liège vers 1350. 

### Le bas Moyen Âge
En Hesbaye, le pouvoir de la vieille noblesse laïque meurtrie par la guerre des Awans et des Waroux, cède la place à des droits seigneuriaux dorénavant exercés conjointement par des Tiers, le Chapitre de la cathédrale de Liège, ainsi que les Collégiales de Saint Martin et Saint Barthélemy.                       
À partir de cette époque dans la région, l'importance de la production agricole prend le pas sur le concept vieillissant de la chevalerie. On remarque d'ailleurs que la noblesse participe de plus en plus activement à la gestion des terres, et les résidences seigneuriales se conjuguent dorénavant avec des constructions fermières de plus en plus imposantes.                                                                                  

### La Renaissance
Les de Brabant de Limont (branche bâtarde du duc Jehan de Brabant mort en 1312) occuperont le château durant la Renaissance dès le début du XVIe siècle jusqu'au début du XVIIIe où disparaît l'ancrage de cette famille à Limont. Il est probable qu'à cette époque, le donjon et ses dépendances entourées de fossés désormais inutiles, évoquaient une image obsolète et dépourvue du prestige revendiqué par une nouvelle noblesse économiquement active et fortunée.

### La période Baroque
Un acte notarié de 1721 rapporte cependant qu'une Dame Marie-Anne baronne d'Allincourt légua en héritage à un certain « Jacque Renier, jeune homme surceant du village de Limon (...) comparant présent acceptant une courte maison, grenge, establerie appelée la thour estante au dit Limon, avec les jardins potager et prairies y annexez…»  ("courte maison" ancienne terminologie pour une maison entourée d'une courtine).
Aujourd'hui, l'examen des matériaux de maçonneries permet de déterminer la configuration des ruines telles qu'elles devaient se présenter au début du XVIIIe siècle. Notons que d'anciennes marques d'incendie ont été repérées à l'intérieur du donjon. Ces traces témoignent d'une période d'ultime déclin, et sans doute, de quelques années d'inhabitabilité.
Un répertoire généalogique, rapporte toutefois que Marie-Thérèse de Grumsel, après la perte de son époux Nicolas d'Othée en 1727, fit l'acquisition de cette propriété. Nous pouvons émettre l'hypothèse que leur fils unique, Gilles-Lambert d'Othée, baron de Haneffe et seigneur de Limont (†1783) aurait financé la restauration du donjon ainsi que d'importants travaux d'extension du côté sud-est en prolongement des vestiges de la dite «courte maison». Des éléments stylistiques régionaux permettent en effet de dater avec précision ces travaux à la fin du XVIIIe siècle. Cet ensemble de trois habitations mitoyennes et de plan identique, constituait une "métairie". Ce type d'organisation était destiné au logement des métayers qui s'engageaient en échange à cultiver les terres du propriétaire contre partage des récoltes et des pertes.                       

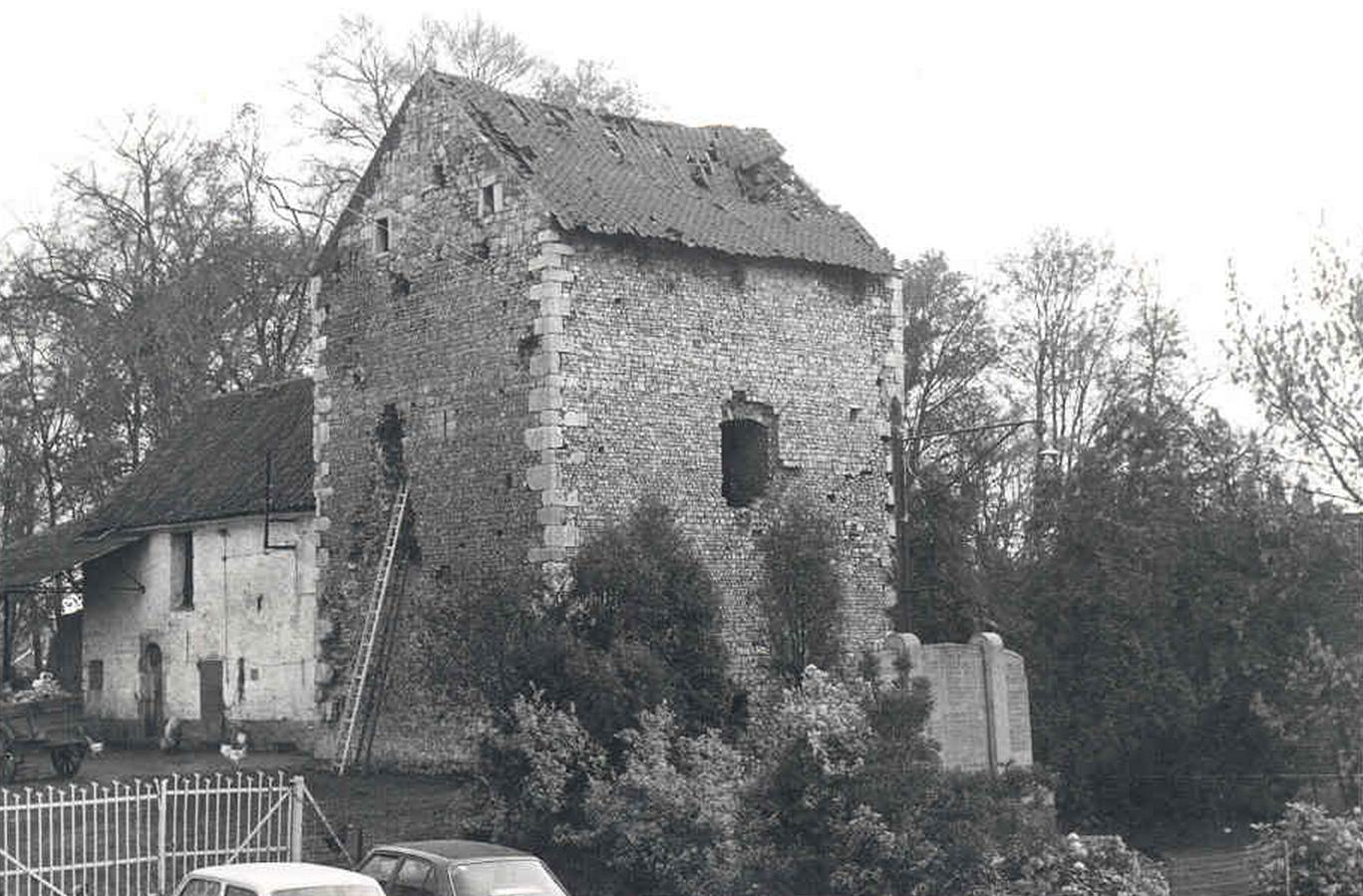
Archive de 1975.

La famille d'Othée resta présente à Limont jusqu'en 1861, année du décès sans descendance de Marie Thérèse Barbe baronne d'Othée de Limont. Son époux Hyacinthe baron de Macors (†1847), avait fait construire un nouveau château adossé à une grande ferme sur les terres agricoles de Limont… mais à l'écart du village.   
Depuis son édification au second tiers du XIIIe siècle, le donjon (pièce maîtresse du site) et sa douve fortifiée devant l'église, sont les seuls vestiges subsistants de cette longue évolution. Le bâtiment nord-est qui était accolé au donjon a été démoli (son ultime trace remonte au plan cadastral de Philippe-Christian Popp aux alentours de 1850), et le dernier fossé le long de la voirie a été comblé en 1895. Le donjon, quant à lui sera classé "Monument historique" par arrêté royal en 1977.

## Description

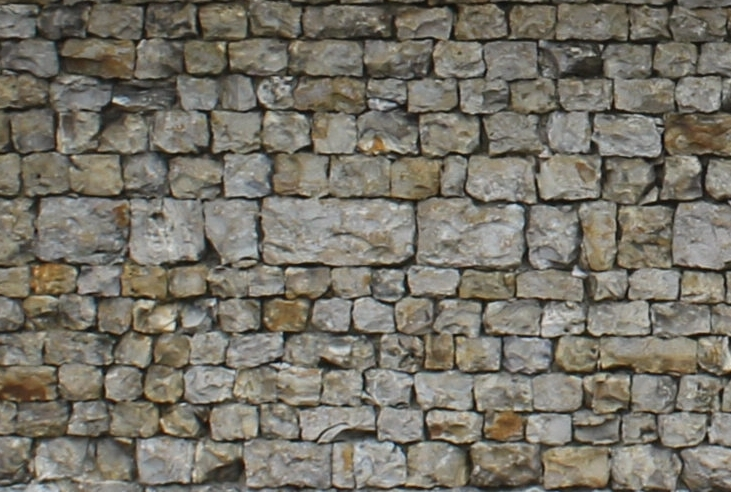
Appareillage des silex en façades.

Le bâtiment se distingue des donjons de la même époque par la taille imbriquée de ses moellons de façade en silex. Toutes ces pierres sont rigoureusement calibrées et assisées horizontalement. Les angles de façades sont renforcés par d'imposants chaînages de blocs calcaires.

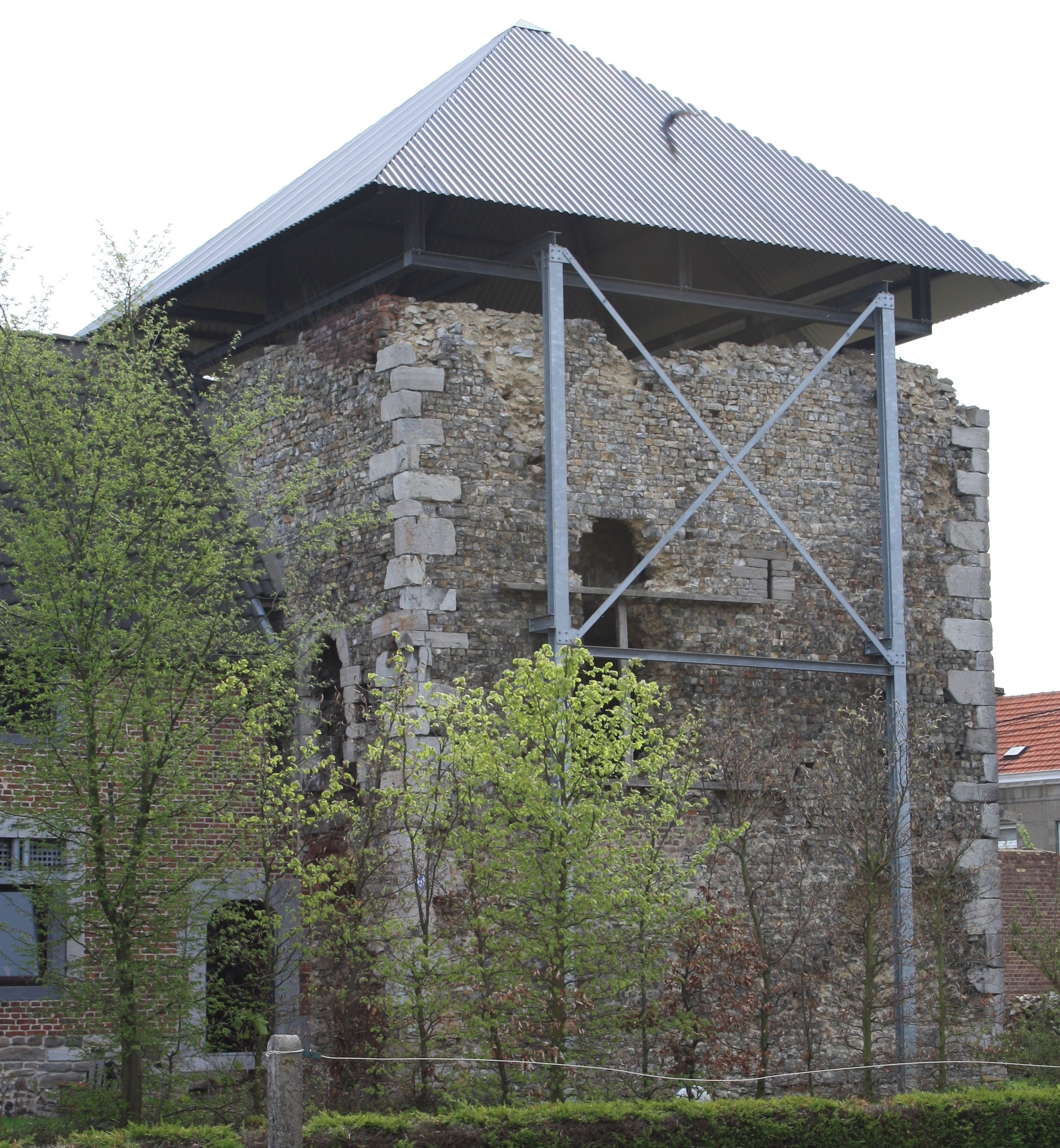
Entrée sud-est (1^{er} étage).

Érigé sur un plan carré de 8,50 m de côté, le bâtiment possède encore deux niveaux construits et les ruines d'un troisième. L'existence d'un quatrième niveau, aujourd'hui totalement disparu, n'est pas à exclure. L'épaisseur des murs de façade décroît de 1,80 m au niveau du sol, à 1,40 m au sommet actuel de la ruine. 
On notera le bel encadrement clavé de la porte d'entrée en façade sud-est. L'accès était située à l'étage pour des impératifs de défense. On devait l'atteindre par un escalier extérieur en bois qui était retiré à l'intérieur en cas d'agression. La porte était alors bloquée par deux poutres coulissantes en bois encastrées dans la maçonnerie de l'ébrasement.

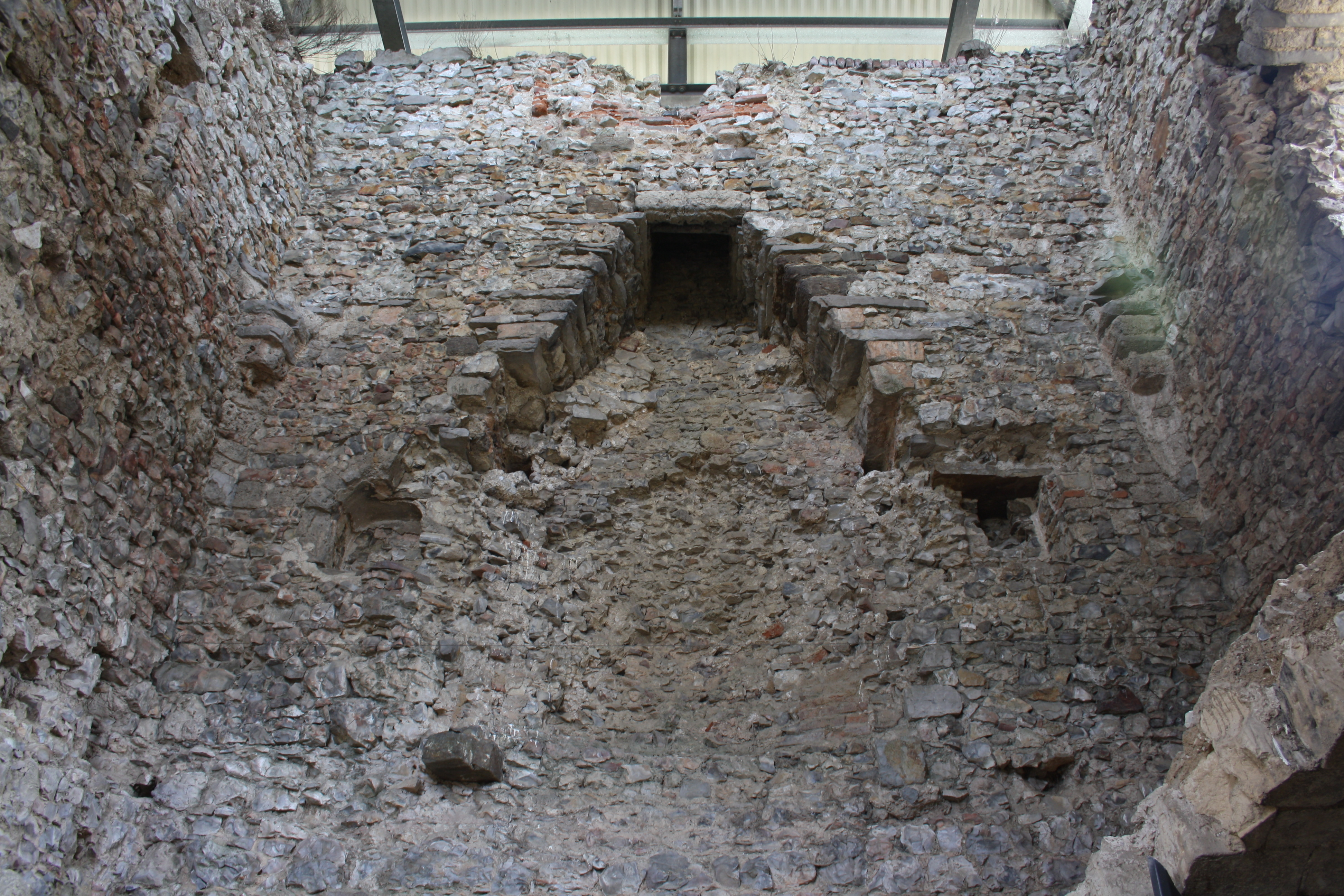
Âtre et armoires murales au 1er étage.

Au pied de cette porte, une trappe dans le plancher conduisait au niveau inférieur, non enterré, mais encrypté entre les murs inviolables des quatre façades. Le plafond de cette cave est constitué d'une épaisse voûte longitudinale en tuffeaux remblayée à l'argile par le dessus pour en garantir la stabilité.          
Le premier étage s'ouvre sur la salle de vie et de réceptions dotée d'un âtre monumental et de deux baies à coussièges. Le plafond, majestueux à l'origine, était voûté par deux arcs croisés en plein-cintre.          
Un escalier en pierres calcaires construit dans l'épaisseur du mur de façade nord-est mène au deuxième étage qui abritait certainement les locaux de nuit. Les murs primitifs de ce niveau en ruine n'atteignent hélas plus que 1,20m de hauteur.         
En référence classique à cette époque, le dernier étage devait être couvert d'un toit à faibles pentes enclavé à l'intérieur des murs de façades. Le haut des maçonneries constituait ainsi un étroit chemin de ronde généralement rehaussé de créneaux pour la surveillance et la défense du château.

## Étapes de la réhabilitation
Depuis novembre 2006 une structure de quatre colonnes provisoires en acier supporte une toiture pyramidale indépendante et mise en place pour protéger le haut des murs dans l'attente des travaux.    
À la suite d'une campagne de fouilles mise sur pied par le service archéologie de la Région Wallonne en 2005, on a constaté que le donjon et ses dépendances étaient entourés de fossés et d'une muraille. Près de huit siècles de remaniements avaient effacé le contour des fortifications et aplani le site environnant.    
En 2015, le propriétaire privé a obtenu l'autorisation de restituer une partie de la douve face à l'église Saint Martin. Ces travaux ont permis de mettre au jour et de restaurer le soubassement en pierre de la fortification. Les autres vestiges enterrés du site seront intégrés dans les aménagements à venir. L'étude technique de restauration et de réaffectation complète du bâtiment est en cours.   